# Estació de Fornells de la Selva
Fornells de la Selva és una estació de ferrocarril propietat d'Adif situada al nord-est de la població de Fornells de la Selva, a la comarca del Gironès. L'estació es troba a la línia Barcelona-Girona-Portbou i hi tenen parada trens de la línia regional R11 i de la línia de rodalia RG1 de Rodalies de Catalunya, operats per Renfe Operadora.
Aquesta estació de la línia de Girona va entrar en servei l'any 1862 quan va entrar en servei el tram construït per la Camins de Ferro de Barcelona a Girona (posteriorment esdevindria TBF) entre Maçanet-Massanes i Girona. L'any 1974 va deixar de vendre bitllets i l'edifici va ser cedit a l'ajuntament.
Als baixos de l'estació hi ha la seu de l'Associació d'Amics del Ferrocarril de les Comarques Gironines, amb una bona col·lecció de material ferroviari, equipament original de l'estació i maquetes de tren. A fora de l'edifici hi ha un petit circuit de trens de modelisme tripulat.
L'any 2016 va registrar l'entrada de 8.000 passatgers.

## Serveis ferroviaris
| Procedència/Destinació                     | <          | Línia | >      | Procedència/Destinació                        |
| ------------------------------------------ | ---------- | ----- | ------ | --------------------------------------------- |
| Rodalia de Girona                          |            |       |        |                                               |
| L'Hospitalet de Llobregat                  | Riudellots |       | Girona | Figueres Portbou                              |
| Serveis regionals de Rodalies de Catalunya |            |       |        |                                               |
| Barcelona-Sants                            | Riudellots |       | Girona | Girona Figueres Portbou Cervera de la Marenda |

## Projectes
Projectes de serveis ferroviaris en el que es veuria afectada aquesta estació és la creació del TramGavarres (servei de tren tramvia) que aprofitaria el tram existent entre Riudellots i Flaçà per crear una anella ferroviària per connectar el centre de les comarques gironines i la Costa Brava.